# Fire-tumme
Fire-tumme (även kallat Nintendo-tumme) är svullnad eller blåsa på tummen, på grund av flitigt TV- eller datorspelande. Ordet syftar på den så kallade 'fire-knappen', den enda knappen på äldre handkontroller och styrspakar. Lite slarvigt används uttrycket för att beteckna alla fingrars spelrelaterade skador. I massmedia har Nintendo-tumme jämförts med SMS-tumme.
Fire-tumme orsakades ofta av spel med element av snabbt knapptryckande. Det kanske värsta exemplet är vissa sportspel där spelkaraktären presterade bättre ju snabbare man tryckte. Viljan att slå sina vänners rekord kunde för många överväga den fysiska smärtan och fingerskadorna upplevdes av många spelare som idrottsskador. Shoot 'em up-spel som inte tillämpade auto-fire skördade även de sina tummoffer. Något som bidrog till problematiken var att de tidiga handkontrollerna inte var speciellt ergonomiska, handkontrollen till NES var exempelvis helt fyrkantig. En annan styrspak med mycket stumma knappar, som var direkt skadliga för tummen var TAC-2.
Sedan mitten av 1990-talet har spelen tenderat till att bli mer avancerade och använda sig av fler knappar vilket lett till att problemen med fire-tumme minskat. Det officiella OS-spelet Athens 2004 visade dock att det är snabb knapptryckning som är det naturligaste sättet att efterlikna snabb muskelprestation.

## Alternativa skador
- För att kunna trycka ännu snabbare än man kan med tummen gnuggade vissa spelare sina knogar (eller ett föremål, till exempel en penna) över knappen på kontrollen. Detta medförde självklart en liknande skada men på en annan del av fingret.
- Nintendos bärbara konsol Nintendo DS innehåller en pekskärm, vilket i vissa spel används för analogliknande styrning med tummen. Detta kan i längden leda till en ny typ av firetumme, som snarare bygger på långvarig spänning i stället för snabbt tryckande.